# Black Hawk Down
Black Hawk Down (br: Falcão Negro em Perigo / pt: Cercados) é um filme de guerra dos Estados Unidos de 2001, dirigido por Ridley Scott. Estreou em Portugal a 8 de Fevereiro de 2002. É baseado em fatos, tendo como inspiração um livro de mesmo nome, do autor americano Mark Bowden, que descreve os acontecimentos da Batalha de Mogadíscio, ocorrida entre 3 e 4 de outubro de 1993 na Somália.

## Sinopse
Em outubro de 1993, durante a guerra civil da Somália, soldados americanos participaram da Batalha de Mogadíscio. Uma força de elite americana foi enviada ao local para capturar generais que obedeciam ao líder Mohammed Farah Aidid. Porém, dois helicópteros UH-60 Black Hawk foram derrubados e a operação, que deveria levar em torno de meia hora, tornou-se uma batalha de 15 horas, terminando com 19 soldados estadunidenses mortos e 73 feridos, além de 1.000 somalianos mortos.

## Elenco
- Josh Hartnett... Matt Eversmann
- Ewan McGregor... John Grimes
- Tom Hardy... Twombly
- Tom Sizemore... Danny McKnight
- William Fichtner... Jeff Sanderson
- Eric Bana... Hoot
- Sam Shepard... General William F. Garrison
- Orlando Bloom... Todd Blackburn
- Ewen Bremner... Nelson
- Kim Coates... Tim 'Griz' Martin
- Danny Hoch... Dominick Pilla
- Ioan Gruffudd... Beales
- Jason Isaacs... Michael D. Steele
- Jeremy Piven... Clif "Elvis" Wolcott
- Ron Eldard... Michael Durant
- Richard Tyson...  Daniel Busch

## Prémios
O filme recebeu, entre outros, os seguintes prémios:
- Oscar na categoria de edição (Pietro Scalia), em 2002.
- Oscar na categoria de mixagem de som (Michael Minkler, Myron Nettinga, Chris Munro), em 2002.

## Recepção
O Metacritic, que usa uma média ponderada, atribuiu ao filme uma pontuação de 74 em 100, baseado em 33 críticos, indicando críticas "geralmente favoráveis".